# 甲府ワシントンホテルプラザ
甲府ワシントンホテルプラザ（こうふワシントンホテルプラザ）は山梨県甲府市中央にあるホテルである。ここでは当ホテルの建物内にある各種商業施設についても記述する。

## 概要
法定再開発事業「甲府中央4E地区再開発」の名称で1995年（平成7年）より事業化され、1998年（平成10年）に高さ52m延床面積14,081m2、地上14階地下1階建てのビルが竣工した。同ビルの3階以上と1・2階の一部にホテルが入居している。元々の地権者として甲府武蔵野館（映画館）、パチンコ大丸などが名を連ねていたため、1・2階の他の部分にシネマコンプレックス（複合映画館）とパチンコ店「DAIMARU本店」が入居しているが、このうちシネマコンプレックスは2011年3月をもって無期限休館した（後述）。

### 甲府ワシントンホテルプラザ
ワシントンホテルが運営しており、客室数243室と山梨県内の単独宿泊施設としては当時最多部屋数であった室内はインターネット接続は勿論、車椅子対応のバリアフリールームなど障害者対応の客室をいち早く取り入れている。
直営のレストランとして1階はビアレストラン（朝食はここで提供している）、最上階である13階には焼肉店があり、これらのサービスがついたパックも用意されている。

### 甲府武蔵野シネマ・ファイブ
再開発以前からの地権者の1社である武蔵野興業が経営していたシネマコンプレックス（5スクリーン、715席）。同社はワシントンホテルプラザと資本関係が一切存在しない。劇場はホテルと入口が異なっており、やまなし映画祭の会場としても使用された。
前身は1954年に開館し、同社の子会社である甲府武蔵野映劇（株）が所有・経営していた甲府武蔵野館（200席）／甲府ピカデリー（300席）である。同劇場は再開発にあわせ1996年10月に閉館、解体された。なお、同劇場の一時代替館として国際興業ビル（現在の山梨県庁防災新館東側）に甲府シネマカリテ1・2（100席/80席）が1996年9月末に開館し、甲府武蔵野シネマ・ファイブの開館後も営業していたが2001年に閉館している。
甲府武蔵野シネマ・ファイブはホテルの開業とほぼ同時に県内初のシネマコンプレックスとして開館した。商圏人口が30万人程度と想定されていたため、絶対的な優位性が念頭に置かれ設備が導入された。その甲斐もありピークの2004年には年間動員数16万人を数えたが、2010年には7万人まで落ち込み、同年3月期決算では2380万円の赤字となった。2011年3月17日にTOHOシネマズ甲府が開館（旧グランパーク東宝8が移転改称）することもあり、同年3月31日をもって休館した。同社は動員の低迷理由として、個人消費の低迷や競合館の増加を挙げているが、山梨県内のシネコンはTOHOシネマズ甲府のみで、その他を見ても100km離れた東京都八王子市南大沢のTOHOシネマズ南大沢や静岡県富士宮市のイオンシネマ富士宮のため、理由として正しいかは懐疑的である。
なお、映画館は同ホテル施設に改装転用されておらず、入口は閉鎖されたままである。入口の看板等は併設するパチンコ店のものに変更されている。
| スクリーン名 | 定員（座席）数 | 音響方式               |
| ------------ | -------------- | ---------------------- |
| スクリーン1  | 132席          | SRD、DTS               |
| スクリーン2  | 132席          | SRD、DTS               |
| スクリーン3  | 238席          | SRD-EX、SRD、DTS、SDDS |
| スクリーン4  | 81席           | SRD、DTS               |
| スクリーン5  | 132席          | SRD、DTS               |

## アクセス
- 甲府駅より徒歩13分。
- 中央自動車道甲府昭和インターチェンジより車10分。専用の駐車場があり、二輪車も駐車可能。